# Лијутпранд Кремонски
Лијутпранд Кремонски (лат. Liudprandus или Liutprandus углавном, итал. Liuzo, рођен око 920 — умро пре 973. године) је био лангобардски племић, бискуп италијанског града Кремоне, дипломата и историчар.

## Биографија
Лијутпранд је рођен око 920. године у Павији, у то време једног од најпросперитетнијих градова на Апенинском полуострву и престолном граду краља Италије Ига од Провансе. Лиутпрандова породица је припадала лангобардској градској аристократији и његов отац је важио за ученог човека који је познавао грчки језик што је почетком 10. века била реткост на европском Западу. Иг је Лијутпрандовог оца послао 927. у Константинопољ у дипломатску мисију византијском цару Роману I Лакапену. Мисија је била успешна, али се Лијутпрандов отац по повратку тешко разболео и на самрти замонашио. Његова мајка се преудала, а мали Лијутпранд је 931. постао паж на краљевом двору захваљујући свом дивном гласу пошто је Иг важио за љубитеља музике. И Лијутпрандов очух је 942. путовао у Цариград и, између осталог, уговорио брак царевог унука, будућег Романа II, и Берте, једне од Игових ванбрачних ћерки.
У међувремену, Иго је умро 948. године, а његовог сина Лотара, номиналног краља Италије је потиснуо у други план маркиз Ивреа Беренгар II. Млади Лијутпранд је у међувремену заређен за ђакона у Кремони и постао је познат по својој речитости и познавању класичне латинске књижевности и грчког језика. Убрзо је помоћу богатих дарова постао Беренгаров секретар и саветник (secretorum conscius ac epistolarum signator). Препреденом Беренгару је био потребан имућан дипломата који би могао да сам финансира своја путовања и Лијутпранд је захваљујући новцу свог очуха послат у Цариград 949. године. Кремонски ђакон се отиснуо на пут морем из Венеције 25. августа а у Константинов град је упловио 17. септемтебра. Уз пут је сазнао да би из сопствених средства требало да обезбеди протоколарни поклон достојан цара Константина VII Порфирогенита. Сем Беренгаровог писма, пуног лажи, Лијутпранд је сопствени поклон намењен цару представио као дар свог господара. Константин VII је тако обдарен са девет сјајних панцирних оклопа, седам штитова, два сребром окована котлића, гомилом оружја и, на крају, са четворицом младих евнуха који су нарочито били драгоцени, тако да је Лијутпрандов поклон ипак оставио добар утисак. Након тога примљен је још два пута код ученог и помало жовијалног цара о коме је касније оставио позитивно сведочанство праћено описима раскошног византијског двора и церемонијала. Горко искуство проистекло из пута у Цариград, окренуло је Лијутпранда против његовог господара.
Игов син Лотар преминуо 950. године, а Беренгар се прогласио за краља Италије. Овакав потез је код доброг дела племства протумачен као узурпација па су многи, међу којима је био и Лијутпранд, потражили новог заштитника и претендента на италијанску круну у лику Отона I, немачког краља. Отон је први пут упао у Италију и поразио Беренгара 951. године, а Лијутпранд, већ искусни дипломата, полиглота и познавалац италијански прилика, је нешто пре 956. постао један од најближих саветника немачког краља. Крајем 961. краљ је наградио Лијутпрандову лојалност тако што га је поставио за бискупа Кремоне. Најзад, Отонова италијанска политика је и буквално крунисана 2. фебруара 962. године када је немачки краљ примио царску круну у Риму из руку папе Јована XII. Иако је нови цар Светог римског царства гарантовао независност Папске државе, папа је почео да тражи противтежу Отону у Византији и Угрима. Отон је стога, поново са Лијутпрандом у пратњи, поново отишао у Рим 963. и на синоду збацио Јована XII и заменио га својим штићеником, дотадашњим лаиком Лавом VIII. Затим се цар и дефинитивно разрачунао и са Беренгаром који је заробљен и послат у изгнанство у Бамберг.
Од 966. Лијутпранд се редовно помиње у документима које је издавао цар Отон. Захваљујући томе знамо да је пратио цара током Отонових неуспешних покушаја да заузме византијске поседе у јужној Италији. Након краха опсаде Барија 968. године, Отон је у јуну те године послао Лијутпранда на његово друго путовање у Константинопољ. Отон је тражио склапање мировног споразума са византијским царем на основи признавања његове нове титуле и нудио је женидбу свог сина Отона II са византијском принцезом Аном, ћерком Романа II и његове друге супруге Теофано. Лијутпранд је сада дошао у Цариград као изасланик моћног владара који је притом угрожавао византијске интересе у Италији, тако де је дочекан са ниподаштавањем од стране цара Нићифора II Фоке. Отонови емисари стављени су под даноноћни надзор и смештени у кућу без дотока воде која се налазила подалеко од царске палате. Поред тога, Лијутпранд је стално јавно понижаван како би византијски двор изнова подвукао своје згражавање над чињеницом да један варварски владар узео царску титулу и још притом тражи једну у пурпуру рођену принцезу за свог сина што је до тада било нечувено. Кремонски бискуп је против своје воље задржан у Цариграду 120 дана и на крају се необављена посла вратио у Италију при крају године.
Најпосле, односи са Византијом су се поправили доласком Јована I Цимискија на цариградски престо. Нови цар је признао Отонову царску круну и пристао на династички брак који је требало да приближи два ривалска царства. Међутим, у Италију је 971. упућена царева рођака Теофано, племкиња из једне угледне куће јерменског порекла, а не принцеза из легитимне Македонске династије. Врло је могуће да је овом приликом Лијутпранд поново путовао у Цариград како би Отону II допратио његову невесту. Време и околности Лијутпрандове смрти нам нису познати, али је умро свакако пре него што је у Кремони крајем 973. посвећен нови бискуп.

## Дела
- Antapodosis (у пренесеном значењу Мера за меру) је историјско наративно дело у коме је Лијутпранд обухватио историју периода између 887. и 949. у шест књига. У центру Лијутпрандовог излагања су догађаји у Италији, али у исто време хронолошки прати и дешавања и у јужној Немачкој и Константинопољу. Дело је посветио свом пријатељу шпанском бискупу Рекареду Елвирском који га је и наговорио да прионе на историографски посао и на тај начин изађе на крај са носталгијом за Италијом која га је мучила током (добровољног?) изгнанства на Отоновом двору. Необичан наслов дела потицао је, судећи по Лијутпрандовој белешки, из ауторове жеље да наплати дугове свом бившем господару Беренгару и његовој грамзивој жени Вили Тосканској. Дело је богато аутобиографским детаљима и анегдотама, али је остало недовршено. Завршна шеста књига је у потпуности посвећена Лијутпрандовој посети двору Константина Порфирогенита 949. године.

- Historia Ottonis (Историја Отона I) је кратки панегирик Лијутпрандовом заштитнику. Иако историја по наслову, дело се концентрише на догађаје између 960. и 964. године. Његова вредност проистиче из чињенице да је једина континуирана историја Отонових похода по Италији у овом периоду састављена притом из пера савременика и учесника у догађајима.
- Relatio de legatione Constantinopolitana (Извештај цариградског посланства) је написан у форми писма упућеног Отону I и описује неприлике царевог посланства византијском цару Нићифору II Фоки 968. године. Лијутпранд на саркастичан начин, неретко кроз наводне дијалоге вођене са византијским царем и његовим великодостојницима, описује византијски двор, његове обичаје и традиције. Поред тога, често са подсмехом пореди прерано остарелог, ниског, ружног и одрпаног Нићифора II са младим, достојанственим и успешним Отоном.

Као историчар Лијутпранд је био пажљив посматрач људи и догађаја. Писао је помало реторским стилом цитирајући често Свето писмо, али и паганске класике попут Овидија, Вергилија и Јувенала. Изненађујуће је у којој је мери познавао византијску усмену традицију, дворски и дипломатски церемонијал и нарочито начин живота у Цариграду. Стога његова историографска дела представљају важан извор за немирно доба Италије и Немачке крајем 9. и у првој половини 10. века, али и Византијског царства.